# Nicolò Ormanetto

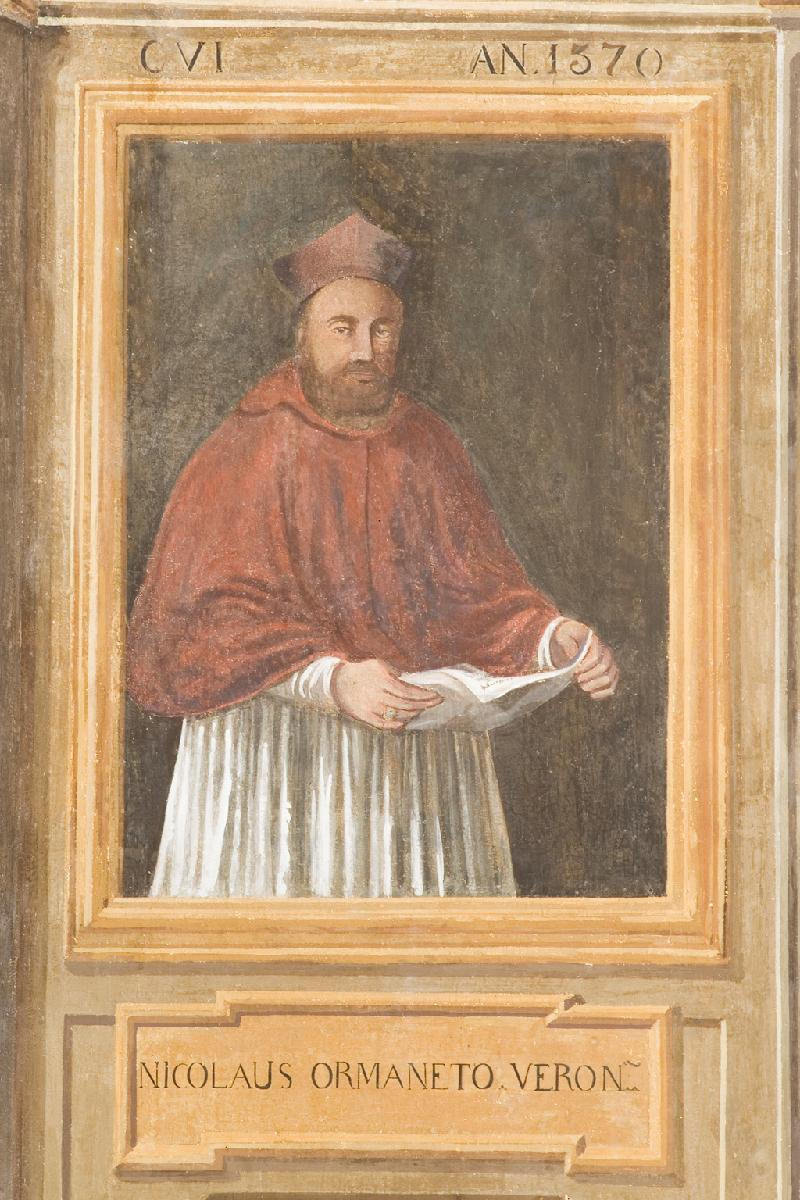
Porträt des Bischofs Nicolò Ormaneto (1577 / 1578) Saal der Bischöfe, Diözesanmuseum, Padua.

Nicolò Ormanetto (* 1515 in Verona; † 28. Juni 1577 in Madrid) war ein italienischer römisch-katholischer Geistlicher.

## Leben
Nicolò Ormanetto wurde 1515 in Verona geboren. Er war der Sohn des Notars Francesco und seiner dritten Frau, Paola Bevilacqua. Ormanetto muss eine gute literarische und humanistische Ausbildung genossen haben. 1533 schrieb er sich an der Universität Padua und schloss am 5. Januar 1538 sein Studium des Zivil- und Kirchenrechts ab. Reginald Pole begleitete er 1553 auf seiner diplomatischen Mission zu Maria I. von England. 1557 kehrte er nach Italien zurück und übernahm die Verteidigung von Kardinal Pole vor der Inquisition. Nach dem Tod von Pole im November 1557 zog sich Ormanetto aus der Öffentlichkeit zurück. 1563 war er Berater von Kardinal Bernardo Navagero, dem päpstlichen Legaten beim Konzil von Trient. Am 29. Mai 1563 wurde er mit einer weiteren heiklen Mission betraut: Er sollte Herzog Albrecht von Bayern davon abhalten, Laien die Kelchkommunion zu gewähren. Da es ihm gelang, wuchs sein Ansehen. 1564 wurde er Generalvikar des Erzbistums Mailand unter Karl Borromäus. 1566 rief Papst Pius V. ihn nach Rom zurück. Dort war er ein strenger Gegenreformator.
Am 3. Juli 1570 wurde er zum Bischof von Padua ernannt. Am 1. August 1570 weihte Otto Truchsess von Waldburg, Kardinalbischof von Palestrina, ihn in Rom zum Bischof. Mitkonsekratoren waren Antonio Elio, Titularpatriarch von Jerusalem, und Galeazzo Gegald, ehemaliger Bischof von Bagnoregio Am 1. Juli 1572 wurde er zum Apostolischen Nuntius in Spanien ernannt. Er kam im August 1572 in Madrid an. Anfangs war er Außerordentlicher Nuntius neben Giambattista Castagna und später war er sein Nachfolger als ordentlicher Nuntius. Seine Ernennung zum außerordentlichen Nuntius war ursprünglich von Gregor XIII. geplant worden, um zu versuchen, die Konflikte zwischen Frankreich und Spanien beizulegen damit sie den Papst gegen die Türken und die protestantische Königin Elisabeth von England unterstützen würden.